# Gare de Tama-Center
La gare de Tama-Center (多摩センター駅, Tama-sentaa-eki) est une gare ferroviaire de la ville de Tama, à Tokyo au Japon. La gare est exploitée par les compagnies Keiō, Odakyū et Tokyo Tama Intercity Monorail.

## Situation ferroviaire
La gare de Tama-Center est située au point kilométrique (PK) 13,7 de la ligne Keiō Sagamihara, au PK 9,1 de la ligne Odakyū Tama et au PK 16,0 du monorail Tama Toshi.

## Histoire
La gare a été inaugurée le 18 octobre 1974 par la compagnie Keiō. La ligne Odakyū Tama y arrive l'année suivante et le monorail Tama en 2000.

## Services aux voyageurs

### Accès et accueil
La gare dispose d'un bâtiment voyageurs, avec guichet, ouvert tous les jours.

### Desserte

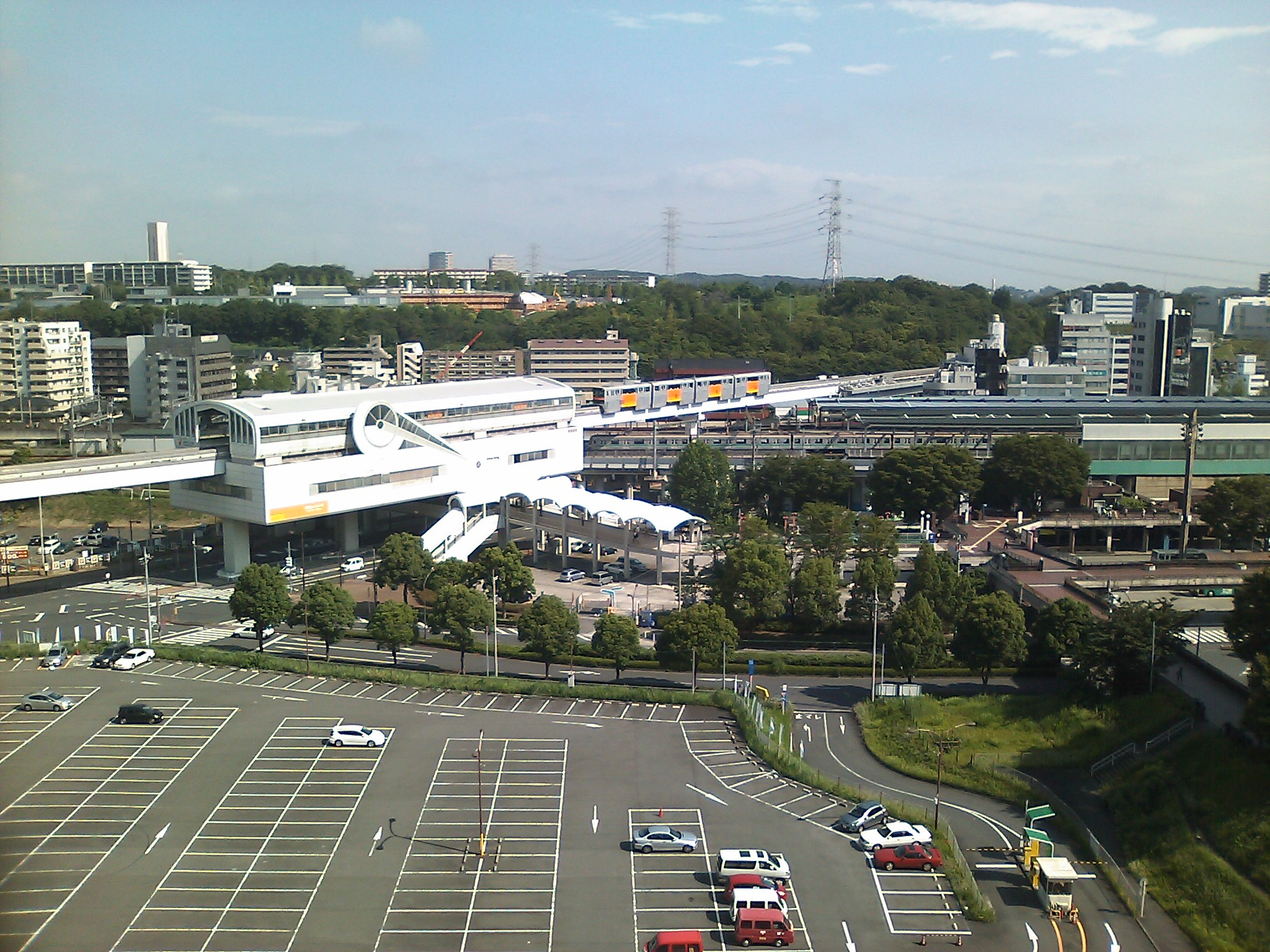
Vue globale de la gare avec la station du monorail au premier plan.

#### Keiō
Cette partie de la gare est désignée sous le nom de Keiō Tama-Center.
- Ligne Sagamihara :
  - voies 1 et 2 : direction Hashimoto
  - voies 3 et 4 : direction Chōfu, Meidaimae, Sasazuka (interconnexion avec la ligne Shinjuku pour Motoyawata) et Shinjuku

#### Odakyū
Cette partie de la gare est désignée sous le nom Odakyū Tama-Center.
- Ligne Tama :
  - voie 1 : direction Karakida
  - voie 2 : direction Shin-Yurigaoka, Yoyogi-Uehara (interconnexion avec la ligne Chiyoda pour Ayase) et Shinjuku

#### Tokyo Tama Intercity Monorail
- Monorail Tama Toshi :
  - voie 1 et 2 : direction Tachikawa-Kita et Kamikitadai